# Jeff Simmons

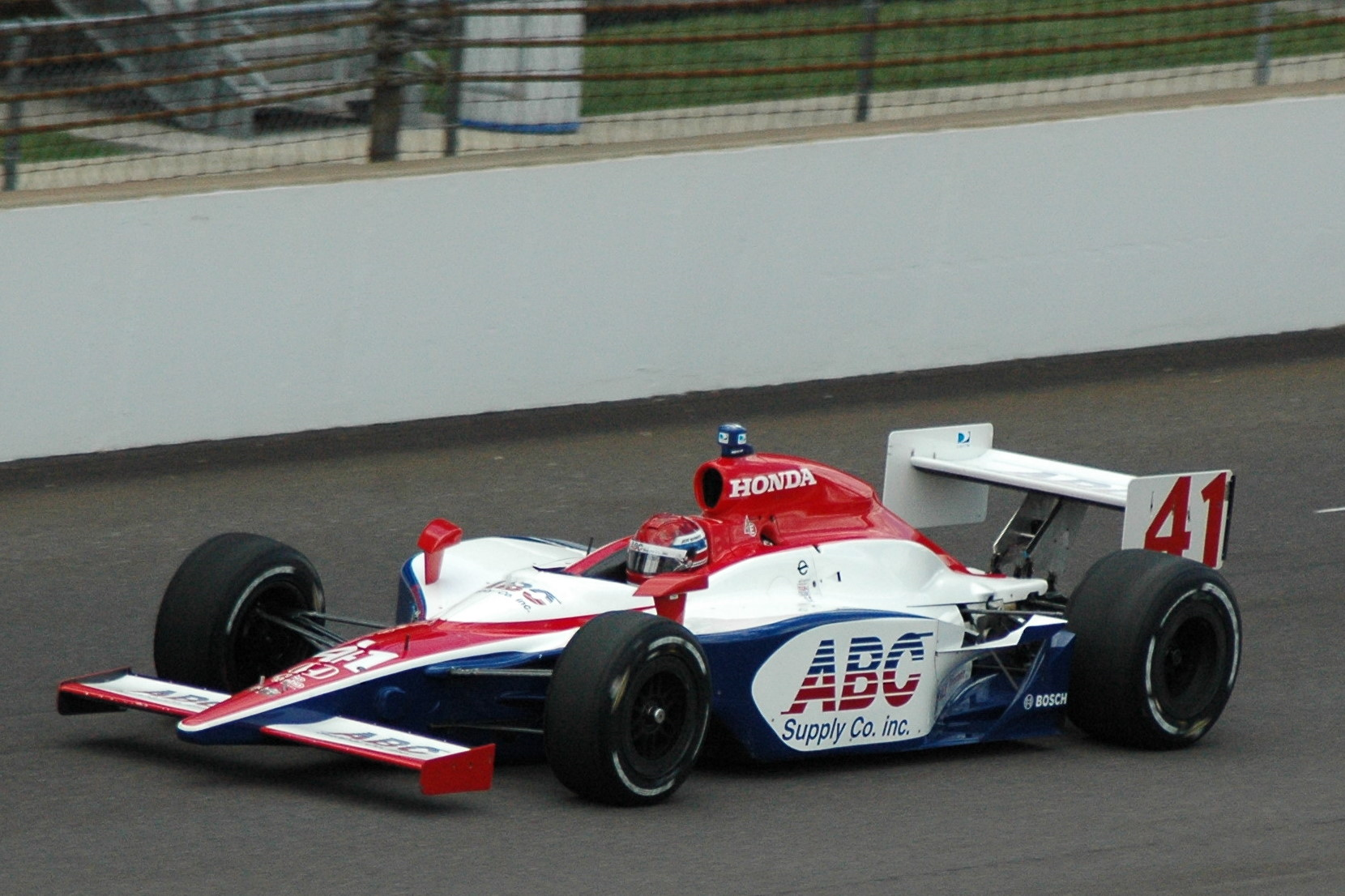
Jeff Simmons im Training zum Indianapolis 500 2008

Jeff Simmons (* 9. Mai 1976 in  Hartford, Connecticut) ist ein ehemaliger US-amerikanischer Autorennfahrer.

## Karriere
Simmons begann seine Motorsportkarriere 1981 in Midgets, in denen er bis 1991 aktiv war. 1994 debütierte er in der US-amerikanischen Formel Ford im Formelsport und nahm an einigen Rennen teil. Nachdem er 1996 in der US Barber Race Series und 1997 in der Barber Dodge Pro Series sowie der US Formel 2000 gestartet war, gewann er 1998 den Meistertitel der Barber Dodge Pro Series mit drei Siegen. 1999 entschied Simmons abermals drei Rennen für sich und verteidigte den Titel. In beiden Jahren setzte er sich knapp gegen Todd Snyder durch. Außerdem wurde er Achter in der Winterserie der Formel Palmer Audi.
2000 wechselte Simmons in die Indy Lights zum Team Green. Mit drei dritten Plätzen als beste Resultate beendete er die Saison auf dem siebten Gesamtrang. Nach einer zweijährigen Pause kehrte Simmons 2003 mit Keith Duesenberg Racing in die Indy Lights, die inzwischen IRL Infiniti Pro Series hieß, zurück. Er gewann zwei Rennen und wurde Vizemeister hinter Mark Taylor. Außerdem wurde er Zehnter in der Wintermeisterschaft der nordamerikanischen Formel Renault. 2004 absolvierte Simmons keine komplette Saison im internationalen Motorsport. Für Mo Nunn Racing debütierte er beim Indianapolis 500. Es folgte ein weiterer Einsatz in der IndyCar Series bei Patrick Racing als Ersatz für Al Unser junior. Simmons wurde allerdings selber nach diesem Rennen durch Jaques Lazier ersetzt. In der Gesamtwertung belegte er den 29. Platz. Außerdem nahm er an fünf Rennen der IRL Infiniti Pro Series teil. Er wurde zweimal Zweiter und schloss die Saison auf dem zwölften Gesamtrang ab. 2005 absolvierte Simmons die Saison in der IRL Infiniti Pro Series für das Team ISI. Zwar war er mit vier Siegen der Pilot mit den meisten Siegen, am Saisonende wurde er jedoch Vizemeister hinter Wade Cunningham.
2006 plante Simmons eine weitere Saison in der IRL Infiniti Pro Series, die ab dieser Saison IRL Indy Pro Series hieß. Für Kenn Hardley Racing gewann er das erste Rennen und wurde bei den folgenden Rennen Zweiter und Vierter. Im Anschluss daran verließ Simmons die IRL Indy Pro Series, in deren Gesamtwertung er schließlich Zwölfter wurde, und wechselte in die IndyCar Series zu Rahal Letterman Racing. Das Team verpflichtete ihn als Ersatz für den tödlich verunglückten Paul Dana. Mit zwei siebten Plätzen als beste Resultate beendete Simmons die Saison auf dem 16. Platz in der Fahrerwertung und unterlag damit seinen Teamkollegen Danica Patrick und Buddy Rice. 2007 blieb Simmons zunächst bei Rahal Letterman Racing. Nach elf Rennen wurde er allerdings durch Ryan Hunter-Reay ersetzt. In der Fahrerwertung wurde er mit einem sechsten Platz als bestes Resultat 18.
2008 nahm Simmons an 12 von 16 Rennen der Indy Lights für das Team Moore Racing teil. Mit zwei Podest-Platzierungen schloss er die Saison auf dem 13. Platz ab. Außerdem startete er in dieser Saison für A. J. Foyt Enterprises beim Indianapolis 500. In der Gesamtwertung der IndyCar Series wurde er 39. Nach einer einjährigen Pause nahm Simmons 2010 für das Team E an einem Indy-Lights-Rennen teil und belegte den 34. Platz in der Fahrerwertung.

## Statistik

### Karrierestationen
| - 1981–1991: Midgets - 1994: US-amerikanische Formel Ford - 1996: US Barber Race Series - 1997: Barber Dodge Pro Series - 1997: US Formel 200 - 1998: Barber Dodge Pro Series (Meister) - 1999: Barber Dodge Pro Series (Meister) | - 1999: Formel Palmer Audi, Winterserie (Platz 8) - 2000: Indy Lights (Platz 7) - 2003: IRL Infiniti Pro Series (Platz 2) - 2003: Nordamerikanische Formel Renault, Winterserie (Platz 10) - 2004: IndyCar Series (Platz 29) - 2004: IRL Infiniti Pro Series (Platz 12) - 2005: IRL Infiniti Pro Series (Platz 2) | - 2006: IndyCar Series (Platz 16) - 2006: IRL Indy Pro Series (Platz 12) - 2007: IndyCar Series (Platz 18) - 2008: Indy Lights (Platz 13) - 2008: IndyCar Series (Platz 19) - 2010: Indy Lights (Platz 34) |

### Einzelergebnisse in der IndyCar Series
| Saison | Team            | 1      | 2      | 3      | 4       | 5       | 6       | 7      | 8      | 9      | 10     | 11     | 12     | 13    | 14    | 15  | 16  | 17  | 18  | 19   | Punkte | Rang |
| ------ | --------------- | ------ | ------ | ------ | ------- | ------- | ------- | ------ | ------ | ------ | ------ | ------ | ------ | ----- | ----- | --- | --- | --- | --- | ---- | ------ | ---- |
| 2004   | Mo Nunn         | HMS    | PHX    | MOT    | INDY 16 | TXS     | RIR     |        | NSH    | MIL    | MIS    | KTY    | PPI    | NZR   | CHI   | FON | TX2 |     |     |      | 26     | 29.  |
| 2004   | Patrick         | HMS    | PHX    | MOT    |         | TXS     | RIR     | KAN 19 | NSH    | MIL    | MIS    | KTY    | PPI    | NZR   | CHI   | FON | TX2 |     |     |      | 26     | 29.  |
| 2006   | Rahal Letterman | HMS    | STP    | MOT 18 | INDY 23 | WGL 19  | TXS 15  | RIR 19 | KAN 10 | NSH 7  | MIL 9  | MIS 10 | KTY 14 | SNM 7 | CHI 8 |     |     |     |     |      | 217    | 16.  |
| 2007   | Rahal Letterman | HMS 17 | STP 14 | MOT 8  | KAN 10  | INDY 11 | MIL 10  | TXS 6  | IOW 17 | RIR 18 | WGL 10 | NSH 14 | MDO    | MIS   | KTY   | SNM | DET | CHI |     |      | 201    | 18.  |
| 2008   | Foyt            | HMS    | STP    | MOT1   | LBH1    | KAN     | INDY 28 | MIL    | TXS    | IOW    | RIR    | WGL    | NSH    | MDO   | EDM   | KTY | SNM | DET | CHI | SRF2 | 10     | 39.  |

(Legende)
1 Die Rennen fanden am selben Tag statt.
2 Es wurden keine Punkte vergeben.